# Hamadán
Hamadán (fársí همدان) je město v Íránu, hlavní město provincie Hamadán. Nachází se 450 km jihozápadně od Teheránu v nadmořské výšce 1850 m. V roce 2005 zde žilo 550 284 obyvatel.

## Dějiny

### Starověk
Hamadán je považován za nejstarší město v Íránu a i za jedno z nejstarších měst na světě. Během staletí se jeho název měnil: Hagmatána v dobách staré Persie, Ekbatana (Εκβάτανα) byl jeho řecký název; také se používaly zkomoleniny obou jmen. Jeho vznik se datuje někam do období mezi 4. tisíciletím př. n. l. a rokem 1100 př. n. l. V dobách 6. a 5. století př. n. l. šlo o jedno z center říše Achaimenovců, dalšími byly Persepolis a Susy. Hamadán (tehdy ještě Hagmatana) je považovaný také za hlavní město Médů. Až do roku 633 zde vládly různé íránské dynastie, poté je vystřídali Arabové. Ti sem sice rozšířili islám, jejich vláda ale vedla k dočasnému úpadku města.

### Středověk a novověk
V 11. století sem přesunuli z Bagdádu svou rezidenci Seldžukové. Během následujícího středověkého období město prosperovalo, jedinou katastrofou byl timúrovský vpád, který ho téměř zničil, avšak po něm následovala vláda Safíovců, během níž se situace uklidnila. V 18. století ale začala válka mezi Osmanskou říší a tehdejší Persií. Přestože se Osmanům vzdalo, díky šáhovi Nádirovi se město opět vrátilo Íránu. Na konci 18. a během 19. století tu vedla hedvábná stezka, z níž se postupem času vytvořila hlavní íránská komunikace na západ země. Právě díky ní město opět bohatlo a rozrostlo se tak do dnešní podoby.

## Poutní místo
V Hamadánu se nachází hrob královny Ester a jejího příbuzného Mordechaje, nejvýznamnějších postav ze starozákonní Knihy Ester. Tento hrob je významným židovským poutním místem.